# Chortodes morrisii
Chortodes morrisii là một loài bướm đêm trong họ Noctuidae.

## Hình ảnh

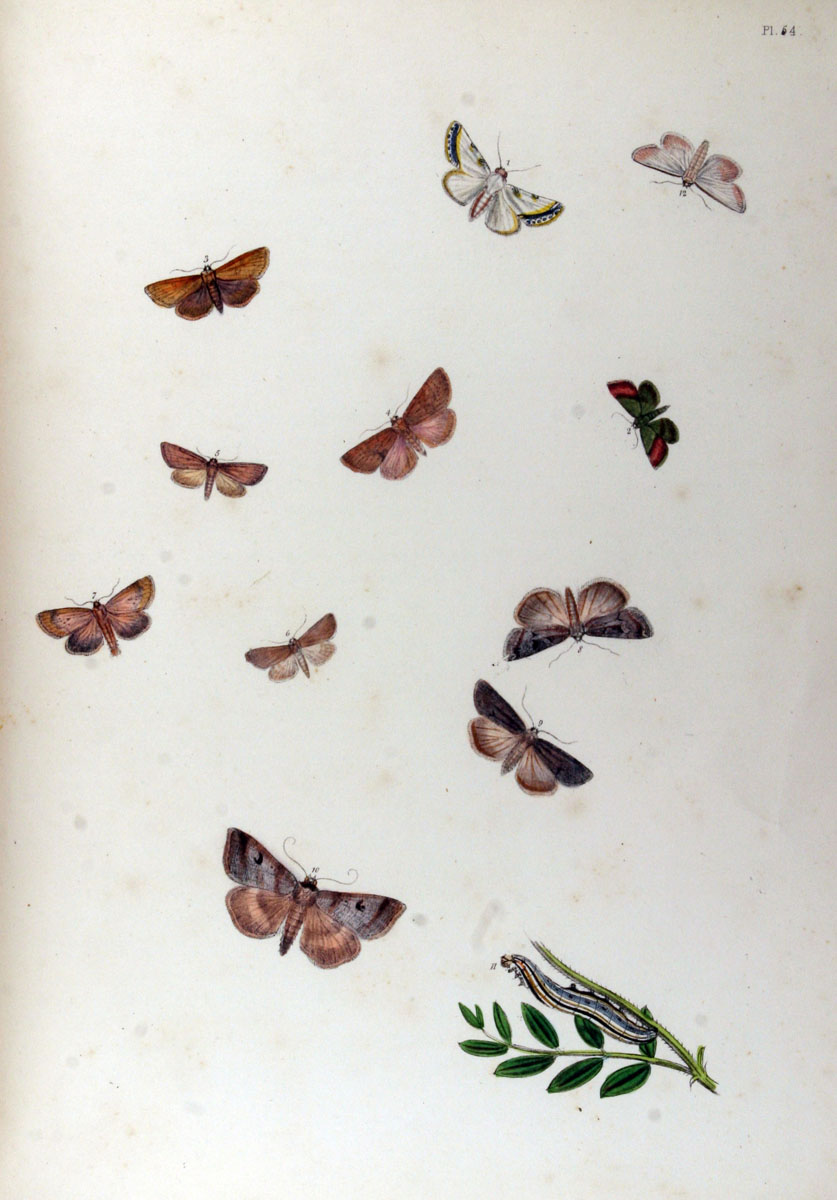